# Fate/stay night: Heaven's Feel - III. spring song
Fate/stay night: Heaven's Feel - III. spring song (劇場版「Fate stay night Heaven's Feel 」III. spring song?) è un film d'animazione di produzione giapponese del 2020 diretto da Tomonori Sudō e prodotto dallo studio Ufotable.
Sequel del precedente Fate/stay night: Heaven's Feel - II. lost butterfly, è il terzo ed ultimo capitolo della trilogia cinematografica di Fate/stay night: Heaven's Feel, trasposizione della terza route omonima narrata nella visual novel Fate/stay night pubblicata da Type-Moon, concepita da Kinoko Nasu ed illustrata da Takashi Takeuchi.

## Trama
Il film ripercorre gli eventi degli ultimi due giorni della quinta Guerra del Santo Graal e il suo successivo epilogo.

## Promozione
Il primo trailer ufficiale e la key visual principale sono stati presentati al pubblico il 3 agosto 2019. Una seconda key visual a opera di Tomonori Sudō è stata pubblicata sul sito ufficiale del film il 26 ottobre 2019. Il secondo trailer ufficiale, presentante la data d'uscita nipponica e il tema principale del film, è stato pubblicato il 19 dicembre 2019.

## Distribuzione
Il titolo del film è stato annunciato ufficialmente l'11 gennaio 2019, mentre la distribuzione nelle sale giapponesi era prevista per il 28 marzo 2020.
In Nord America il film sarà distribuito nelle sale da Aniplex of America in concomitanza con l'uscita nipponica.
A causa dell'emergenza coronavirus, il 26 marzo 2020 il team ufotable ha annunciato di posticipare il debutto del film per il 25 aprile. L'8 aprile, a seguito della dichiarazione dello stato di emergenza da parte delle autorità giapponesi, Aniplex ha rinviato al 15 agosto l'uscita cinematografica.
L'edizione inglese è stata ufficialmente disponibile al cinema il 18 novembre 2020.

### Edizione italiana
L'editore Dynit ha annunciato l'acquisizione della pellicola alla propria conferenza durante il Lucca Comics & Games 2019, confermandone l'uscita nelle sale italiane, in seguito fissata per il 21 e 22 luglio 2020. Tuttavia, a causa dell'emergenza sanitaria, l'evento è stato successivamente cancellato.. L'anteprima nazionale in Italia si è tenuta il 16 ottobre 2020 presso la Fondazione FOQUS di Napoli, in lingua originale con sottotitoli in italiano, con una replica il giorno successivo.
Il 18 febbraio 2021 l'editore Dynit annuncia l'uscita del film nella piattaforma di streaming online Netflix nel mese di aprile, confermandola in seguito per il 1º aprile.